# Бивол, Виктор
Виктор Бивол (рум. Victor Bivol; род. 15 июля 1977, Костешты, Яловенский район) — молдавский дзюдоист, призёр чемпионатов Молдавии, Европы и мира, участник двух Олимпиад.

## Карьера
Выступал в полулёгкой (до 65-66 кг) и лёгкой (до 73 кг) весовых категориях. В 2003 году стал серебряным призёром чемпионата страны. Бронзовый призёр континентального чемпионата 1999 года в Братиславе. В 1997 году стал бронзовым призёром чемпионата мира.
На летних Олимпийских играх 2000 года в Сиднее, выступая в полулёгкой категории, в предварительной схватке Бивол победил узбекского дзюдоиста Мансура Жумаева. В 1/32 финала он проиграл китайцу Жангу Гуанджуну и выбыл из борьбы за медали.
На следующей Олимпиаде в Афинах, выступая в лёгкой категории, Бивол последовательно чисто победил венесуэльца Ричарда Леона, иранца Хамеда Малекмохаммади и португальца Жуан Нету. В следующей схватке он чистым броском проиграл южнокорейцу Ли Вон Хи, ставшему победителем этой Олимпиады. В схватке за бронзовую медаль Бивол уступил бразильцу Леандру Гильейру.